# François Alabrune

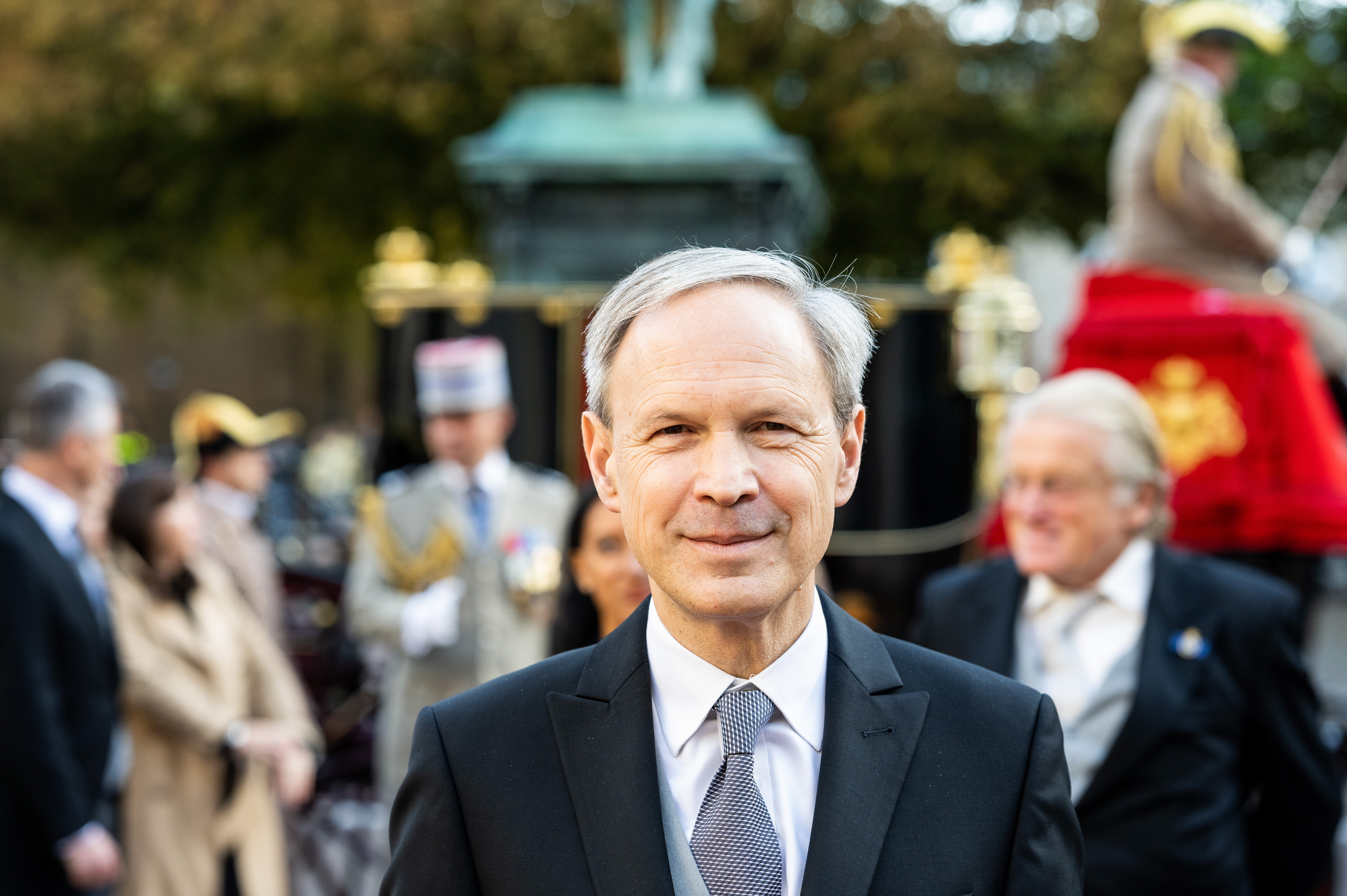
François Alabrune (2022)

François Simon Roger Alabrune (Halifax (Nova Scotia), 12 januari 1962) is een Frans diplomaat en topambtenaar. Sinds 19 oktober 2022 is hij ambassadeur van Frankrijk in Nederland. Tevens is hij sinds 27 oktober 2022 permanent vertegenwoordiger van Frankrijk bij de Organisatie voor het Verbod op Chemische Wapens in Den Haag.

## Biografie
Alabrune studeerde rechten aan de Universiteit van Limoges, en volgde daarna opleidingen aan Sciences Po en de École nationale d'administration. Hij begon zijn carrière bij het Franse ministerie van Buitenlandse Zaken in Parijs in 1988. Later bekleedde hij diplomatieke functies in het buitenland in Brussel op de permanente vertegenwoordiging van Frankrijk bij de Europese Unie (1992-1996) en in New York op de permanente vertegenwoordiging van Frankrijk bij de Verenigde Naties (1996-2000). In 2004 werd hij tot consul-generaal van Frankrijk in Quebec benoemd. Kort voor zijn vertrek werd hij tot officier in de Nationale Orde van Quebec benoemd.
In 2009 werd Alabrune tot permanent vertegenwoordiger van Frankrijk bij de Organisatie voor Veiligheid en Samenwerking in Europa in Wenen benoemd. Hij keerde terug in Parijs in 2014 om de taak van directeur Juridische Zaken op het ministerie van Buitenlandse Zaken op zich te nemen. In 2022 werd hij benoemd tot ambassadeur van Frankrijk in Nederland en permanent vertegenwoordiger van Frankrijk bij de Organisatie voor het Verbod op Chemische Wapens.
Sinds 2015 is hij ook commissaris bij de Centrale Commissie voor de Rijnvaart in Straatsburg en sinds 2016 is hij lid van het Permanent Hof van Arbitrage in Den Haag.
In oktober 2024 is François Alabrune door Frankrijk voorgedragen als kandidaat voor de functie van rechter bij het Internationaal Gerechtshof voor de periode 2027-2036.